# Post Society
Post Society è un EP del gruppo musicale Voivod, pubblicato il 2016 dalla Century Media Records. 

## Tracce
1. Post Society – 6:17
2. Forever Mountain – 5:12
3. Fall – 6:42
4. We Are Connected – 7:26
5. Silver Machine (cover degli Hawkwind) – 4:48

## Formazione
- Snake - voce
- Away - batteria
- Chewy - chitarra
- Dominique Laroche - basso